# Helgi Áss Grétarsson
Helgi Áss Grétarsson (ur. 18 lutego 1977) – islandzki szachista, arcymistrz.

## Kariera szachowa
W 1991 zdobył w Warszawie tytuł wicemistrza świata juniorów do lat 14 (za Marcinem Kamińskim). Kolejny sukces w mistrzostwach świata odniósł dwa lata później, dzieląc w Bratysławie II-IV miejsce w grupie do lat 16. W 1994 odniósł największy sukces w karierze, zdobywając w Matinhos tytuł mistrza świata juniorów. Za ten rezultat Międzynarodowa Federacja Szachowa przyznała mu tytuł arcymistrza. W 1997 roku w pierwszych mistrzostwach świata FIDE, rozgrywanych systemem pucharowym w Groningen wygrał w I rundzie z Miguelem Illescasem Cordobą, przegrał następnie z Arturem Jusupowem. W tym samym roku podzielił I miejsce w tradycyjnym otwartym turnieju Politiken Cup w Kopenhadze. W 1998 zdobył w Arborgu tytuł wicemistrza Islandii. W 1999 zajął II miejsce (za Etienne Bacrotem), w turnieju rozegranym na Bermudach oraz ponownie zdobył srebrny medal w mistrzostwach kraju, rozegranych w Reykjaviku. Trzeci tytuł wicemistrza Islandii zdobył w 2002 w Setjarnarnes, natomiast czwarty - w 2004 w Reykjaviku, po porażce w finale z Hannesem Stefanssonem.
W latach 1994–2002 czterokrotnie reprezentował Islandię na olimpiadach szachowych.
Najwyższy ranking w karierze osiągnął 1 lipca 2000 r., z wynikiem 2563 punktów zajmował wówczas 2. miejsce (za Johannem Hjartarsonem) wśród islandzkich szachistów.

## Życie prywatne
Żoną Helgi Grétarssona jest czeska arcymistrzyni Lenka Ptáčníková.